# Tokyo Tapes
Tokyo Tapes è il primo album dal vivo del gruppo musicale tedesco Scorpions, pubblicato su doppio LP nel 1978 dalla RCA Extra, casa discografica tedesca emanazione in Germania della RCA Records.

## Il disco
Approfittando del loro primo tour in Giappone nel 1978, dove sono già stelle, il gruppo decise di registrare il primo live album dopo l'enorme riscontro di pubblico presente ai concerti tenuti dal 24 al 27 aprile presso la Sun Plaza Hall di Tokyo, concerti a cui sono intervenuti più di 120.000 fans.
L'album contiene brani estratti da tutti i precedenti lavori in studio della band (da Lonesome Crow del 1972 fino al recente Taken by Force dell'anno precedente), ma è aperto dal brano All Night Long (un inedito pubblicato anche come singolo) e nel finale prevede anche Kojo No Tsuki, un inno tradizionale giapponese dedicato al pubblico entusiasta. L'esibizione è inoltre arricchita da due classici rock degli anni 50: Long Tally Sally di Little Richard e Hound Dog di Elvis Presley.
Nel 2001, Tokyo Tapes (che fino a quel momento era disponibile nella versione doppio-CD) è stato ripubblicato (come tutto il catalogo della band fino a quel momento) in una versione rimasterizzata a CD singolo: tale operazione ha comportato l'esclusione del brano Polar Nights (brano però inserito nella versione remaster di Taken by Force) e la pubblicazione di un libretto di 12 pagine con foto inedite.

## Tracce

### Disco 1
Lato A
1. All Night Long - 3:43
2. Pictured Life - 3:15
3. Backstage Queen - 3:40
4. Polar Nights - 6:55
5. In Trance - 5:31

Lato B
1. We'll Burn the Sky - 8:12
2. Suspender Love - 3:39
3. In Search of the Peace of Mind - 3:07
4. Fly to the Rainbow - 9:45

### Disco 2
Lato A
1. He's a Woman, She's a Man - 5:28
2. Speedy's Coming - 3:37
3. Top of the Bill - 6:44
4. Hound Dog - 1:22
5. Long Tall Sally - 2:30

Lato B
1. Steamrock Fever - 3:52
2. Dark Lady - 4:09
3. Kojo No Tsuki - 3:46
4. Robot Man - 5:52

## Formazione
- Klaus Meine - voce
- Rudolf Schenker - chitarra
- Ulrich Roth - chitarra
- Herman Rarebell - batteria
- Francis Buchholz - basso

## Classifiche
| Classifica (1978/79) | Posizione massima |
| -------------------- | ----------------- |
| Francia              | 14                |
| Germania             | 35                |
| Giappone             | 51                |
| Svezia               | 42                |